# 2002년 가계 신용카드 대출 부실 사태
2002년 가계 신용카드 대출 부실 사태는 2002년에서 2006년 사이 대한민국에서 신용카드 규제완화와 과잉소비로 인해 신용불량자가 양산되었던 사태다. 일종의 약탈적 대출 사건이었다고 볼 수 있다.

## 배경
김대중 정부는 IMF 외환위기 이후 소비활성화를 통한 내수진작과 지하경제 축소를 추구하여 1999년 신용카드 현금서비스 한도를 폐지하고 대신 신용카드 소득공제 제도를 만들어 신용카드 사용을 장려했다. 이어 2000년에는 신용카드 영수증 복권 제도를 시행하는 등 신용카드를 상당히 밀어 주었고, 때마침 신용카드 사용 인프라도 갖춰지면서 웬만한 가게에서는 전부 카드를 이용할 수 있게 된 것도 이때부터였다.
이런 정책에 힘입어 신용카드 사용액은 1998년 63조 6천억 원이었던 것이 2002년에는 622조 9천억원에 이르는 등 10배 가까이 급증하였다. 이러한 신용카드 사용 장려 정책은 일시적으로 내수시장이 진작되고 세수도 급속히 증가하는 긍정적인 효과가 있었다. 또한 당시 1인당 국민소득 수준을 감안했을 때 지하경제를 축소시키고 탈세를 방지하는 효과를 충분히 거두었다.

## 카드대란의 도래와 후폭풍
그러나 규제가 완화되자 카드금융사들은 상환능력이 검증되지 않은 사람들에게까지 무차별적으로 카드를 발급해주었다. 심지어는 미성년자이므로 법정대리인 동의 없이는 계약 자체가 불가능한 고등학생까지 서명만 하면 발급해주는 정도였다. 2002년 기준 1억장이 넘는 신용카드가 시중에 돌아다니고 있었고, 신용카드빚을 다른 신용카드로 막는 돌려막기가 성행했다. 2002년부터 더 이상 돌려막기를 할 수 없게 된 개인소비자들이 파산하기 시작했다. 카드대란 당시 신용불량자의 수는 2003년 최대 360만명을 초과했다. 카드대금을 갚지 못해서 이 일로 자살률과 범죄율도 한때 증가하기도 했고, 경기는 급속도로 침체를 보였다.
채무를 회수하지 못한 카드사들은 부실에 시달리다 파산하여 타사에 인수되는 경우도 생겼다. 대표적으로 국내 1위 카드사였던 LG카드는 늘어나는 부실채권으로 인해 2003년 부도위기에 처했으며, 전국 가맹점으로부터 결제거부사태가 발생했다. 결국, 2004년 1월, LG그룹은 연이은 위기를 모면하고자 LG카드와 LG카드의 대주주인 LG투자증권의 지분을 모두 채권단(당시 한국산업은행)에 넘기면서 자연스럽게 금융업에서 손을 떼게 된다. 공적자금 투입이후, 2006년부터 서서히 회복되면서 공적자금 회수를 위해 M&A 시장에 매물로 나와 2006년 12월 20일 신한금융지주에 매각되었다.

## 해결
참여정부 초기때인 2003년 3월 17일 금융정책회의에서는 '신용카드사 종합대책'을 발표했다. 주요한 내용은 카드사의 자구노력과 외부 자금 조달을 통해 빠른 시간내에 정상화를 꾀하도록 한다는 내용이었다. 세부적으로 현금서비스 수수료율 자율화, 무이자 할부 중단, 가맹점 수수료 면제 중단, 한국자산관리공사를 통한 카드사 부실채권 인수를 통해 수익성을 개선하였다.
2004년 3월 10일에 신용 불량자 종합대책 발표를 통해서 개인워크아웃제도 활성화와 배드뱅크도입과 개인파산제도를 활성화하였다. 신용불량자의 원금에 대한 상환을 유예하거나 파산을 통해서 자산처분에 대하여 면제를 하던 방법으로 신용 불량자들을 구제하는 방법을 취하였다. 이후 360만을 정점으로 신용 불량자는 점차 감소하였고 2006년에는 300만 이하로 줄어들면서 약 60만명의 신용이 회복되었다.

## 한국사회에 미친 영향
이 사태 이후로 '신용 불량자'라는 용어가 상당히 대중화되었으며, 개개인이 자신의 신용등급에 굉장히 신경을 쓰게 된 계기를 제공하는가 하면, 카드사들의 부실 정리 과정에서 외환카드의 부실을 채 막지 못한 외환은행이 외국계 사모펀드 론스타에 매각되는 계기를 제공하는 등 오랜 기간의(관점에 따라서는 지금도) 한국 경제에 지대한 영향을 끼친 사태이다.
카드 대란으로 개인파산 넘어 사회 악영향을 끼치자 국민들의 신용카드 사용 방식이 매우 보수적으로 변화했다. 현금서비스 이용액은 급격히 줄어들었고, 정부의 신용카드 규제 강화와 함께 건전성이 높아졌다. 카드대란을 시작으로 국민 다수가 금융에 대한 이해도를 높이게 해준 계기가 되었고, 재테크는 일상용어로 자리 잡았다. 